# Port lotniczy Mar del Plata
Port lotniczy Mar del Plata (IATA: MDQ, ICAO: SZAM) – port lotniczy położony 7 km na północ od Mar del Plata, w prowincji Buenos Aires, w Argentynie.

## Linie lotnicze i połączenia
- Aerolíneas Argentinas (Bahia Blanca, Buenos Aires-Ezeiza, Buenos Aires-Jorge Newbery)
- Avianca Argentina (Buenos Aires-Jorge Newbery)